# سنوری
سنوری (به ایتالیایی: Sennori) یک کومونه در ایتالیا است که در استان ساساری واقع شده‌است.

## خصوصیات
سنوری ۳۱٫۴ کیلومترمربع مساحت و ۷٬۲۹۸ نفر جمعیت دارد و ۳۵۰ متر بالاتر از سطح دریا واقع شده‌است.